# Kapos
A Kapos (németül: Kopisch) a Sió mellékfolyója, vízgyűjtője része a Duna vízgyűjtő területének. Magyarország délnyugati részén helyezkedik el Somogy és Tolna vármegyében, a Mecsek és a Somogyi-dombság között. Teljes hosszában Magyarország területén folyik.

## Folyása
A folyó Somogy vármegyében ered Kiskorpád környékén. Kaposvár érintésével kelet felé folyik, Attalánál Tolna vármegyébe lép át, Dombóvártól már északkeletre folyik. Tolnanémedinél egyesül a Balaton lefolyását képező Sióval.
A hossza 112,7 km, átlagos vízhozama 4,4 m³/s. Szélessége 12-15 méter, közepes mélysége pedig 1,4 méter.

### Szabályozása
A Kapos folyó csaknem egésze szabályozva van, ez a Kapos-csatorna vagy Zichy-csatorna, melyet 1820-ban építettek a vizenyős vidék lecsapolására.

## Vízgyűjtője
A Kapos vízgyűjtő területe három vármegyére terjed ki: Somogy (középső része), Baranya (északi, északnyugati része) és Tolna (nyugati és  középső része). A területen öt város és 203 falu található. A vízgyűjtőterületének nagysága 3170 km².

### Mellékvizei
A Kapos legjelentősebb mellékvize a Koppány, mellyel Szárazd közelében egyesül. További jelentősebb mellékvizei a Deseda-patak, az Orci-patak és a Baranya-csatorna. Egyéb mellékvizei: Cingető-patak, Bárdi-patak, Meggyes-patak, Hetesi-árok, Jutai-árok, Berki-patak, Töröcskei-patak, Zselic-patak, Kisgáti-patak, Surján-patak, Taszári-vízfolyás, Tocsári-patak, Baté-Magyaratádi-vízfolyás, Kiris-patak, Hársasberki-patak, Nosztályi-patak, Kercseligeti-patak, Sárádi-patak, Baranya csatorna, Hábi-patak, Kiskondai-patak, Méhész-patak, Szarvasdi-árok, Sajtosmalmi-árok, Gyulaji-árok, Füstöshalmi-árok, Pankai-ér,  Fürgedi-patak, Méhes-patak

## Környezetvédelem
2013. szeptember 24-én a cukorgyártás egyik mellékterméke, vinasz folyt ki a kaposvári cukorgyár területéről. A szennyeződés a Kisgáti-patakon keresztül eljutott a Kaposba is. 
2013. szeptember 27-én és 28-án halászok arról számoltak be, hogy haltetemek úsznak a folyó felszínén a Döbrököz, Kurd (település) és Szakály közti szakaszon. A szennyezés hatására a folyó vize vörösesbarnára színeződött, szúrós szagúvá vált és habzani kezdett. Pincehelynél harcsák és busák pusztultak el.

## Part menti települések
- Kiskorpád
- Kaposfő
- Kaposmérő
- Kaposújlak
- Kaposvár
- Sántos
- Taszár
- Kaposhomok
- Baté
- Kaposkeresztúr
- Mosdós
- Nagyberki
- Szabadi
- Csoma
- Attala
- Kapospula
- Dombóvár
- Döbrököz
- Kurd
- Csibrák
- Dúzs
- Szakály
- Regöly
- Keszőhidegkút
- Belecska
- Pincehely
- Tolnanémedi